# 燕懿公
燕懿公（？—前545年），中國春秋時期的燕國君主，继燕前文公之位，在位四年卒，由其子燕惠公即位。